# The Best Classics... Ever!
The Best Classics... Ever! – trzecia część cyklu The Best... Ever!. Jest to równocześnie pierwsza część serii „The Best Classics... Ever!”.
Album w Polsce uzyskał status podwójnej diamentowej płyty.

## Lista utworów

### CD 1
1. Erik Satie – „Gymnopedie No.1"
2. Johann Pachelbel – „Canon In D”
3. Johann Sebastian Bach – Aria na strunie G
4. Wolfgang Amadeus Mozart – „Lacrimosa” (Requiem in D minor K626)
5. Siergiej Rachmaninow – „Piano Concerto No. 2 in C minor – II: Adagio sostenuto” (opening)
6. Antonio Vivaldi – „Winter (The Four Seasons) – II. Largo”
7. Michael Nyman – „The Heart Asks Pleasure First”/„The Promise” (The Piano)
8. Tomaso Albinoni – „Adagio in G minor (realised Giazotto)” (extract)
9. Gabriel Fauré – „Pavane” (arr. Craig Leon)
10. Edward Elgar – „Cello Concerto in E minor Op. 85 – I: Adagio – Moderato” (opening)
11. Piotr Czajkowski – fragment „Jeziora łabędziego”, akt II, scena nr 10)
12. Gustav Mahler – „Symphony No. 5 in C sharp minor – IV. Adagietto” (zakończenie)
13. Ludwig van Beethoven – „Moonlight Sonata – II: Adagio sostenuto” (fragment)
14. Samuel Barber – Adagio na smyczki
15. Karl Jenkins – „Agnus Dei” (The Armed Man: A Mass for Peace)
16. Gregorio Allegri – „Miserere mei, Deus” (vv.1–4 & 17–20)
17. Johannes Brahms – Walc nr 15 As-dur

### CD 2
1. Wolfgang Amadeus Mozart – „Eine kleine Nachtmusik – I: Allegro”
2. Johann Strauss II – „On The Beautiful Blue Danube – Waltz, Op.314” (extract)
3. Giuseppe Verdi – „La donna e mobile” (Rigoletto)
4. Antonio Vivaldi – „Concerto „L’estate”, RV 315 – III: Presto”
5. Georges Bizet – „Prelude” (Carmen)
6. Maurice Ravel – „Bolero” (conclusion)
7. Giacomo Puccini – „Nessun Dorma” (Turando, Act III)
8. Leo Delibes – „Dome Epais” (Flower Duet) (Lakme, Act I)
9. Piotr Czajkowski - Piano Concerto No.1 in B flat minor Op.23 I. Allegro non troppo e molto maestoso (opening)
10. George Gershwin – „Rhapsody in Blue” (jazzband version – opening)
11. George Friderich Handel – „Lascia Chíoi Pianga” (Rinaldo) (arr. Craig Leon & Isobel Cooper)
12. Rachmaninow – „Rhapsody on a Theme of Paganini” (Op. 43 – Variation 18)
13. Bellini – „Casta Diva” (Norma, Act I)
14. Wolfgang Amadeus Mozart – „Canzonetta sull’aria” („Wesele Figara”, akt III)
15. Giacomo Puccini – „O mio babbino caro” (Gianni Schicchi)
16. Franz Schubert – „Ave Maria Maria Callas”
17. John Williams – „Schindler’s List Theme”

### CD 3
1. Fryderyk Chopin – „Mazurkas Op. 59: No 3 in F sharp minor”
2. Rimski-Korsakow – „The Flight Of The Bumblebee”
3. Piotr Czajkowski – „Allegro Moderato” (Swan Lake)
4. Antonio Vivaldi – „Spring (The Four Seasons) – I: Allegro”
5. Johann Sebastian Bach – „Branderburg Concerto No.3 in G BWV 1048 – I: Allegro moderato”
6. Wolfgang Amadeus Mozart – Uwertura do „Wesela Figara”
7. Jacques Ofenbach – „Belle Nuit, O Nuit D’Amour” (Barcarolle) (Les Contes D’Hoffmann, Act IV)
8. Georges Bizet – „Au fond du temple saint” (Temple Duet) (The Pearl Fisher, Act I)
9. Gustav Holst „Jupiter, the Bringer of Jollity” (conclusion) (The Planets)
10. George Gershwin – „Summertime” (Porgy and Bess)
11. Edvard Grieg – „Piano Concerto Op. 16 A minor Op.16 I: Allegro molto moderato”
12. Giuseppe Verdi – „Va, pensiero” (Chorus of Hebrew Slaves) (Nabucco, Act III)
13. Izzy – „Suo Gan”
14. George Friderich Handel – „Zadok the Priest” – „Coronation Anthems”
15. Georges Bizet – „L’amour est un oiseau rebelle” (Habanera) (Carmen, Act I)
16. Johann Sebastian Bach – „Goldberg Variations Aria”

### CD 4
1. Richard Strauss – „Also sprach Zarathustra”
2. Prokofjew – „Montagues and Capulets” (Romeo & Juliet)
3. Ludwig van Beethoven – „Symphony No.5 in C minor”
4. Richard Wagner – „The Ride of the Valkyries” (Die Walkure)
5. Carl Orff – „O Fortuna” (Carmina Burana)
6. Antonio Vivaldi – „Concerto „L’inverno”, RV 297
7. Piotr Czajkowski – „Waltz of the Flowers” (The Nutcracker)
8. Gioacchino Rossini – „Largo al factotum” (Il barbiere di Siviglia)
9. Giuseppe Verdi – „La forza del destino” (Overture)
10. Charles Gounod – „Valse de Juliette” (Romeo & Juliette)
11. Giacomo Puccini – „Un bel di vedremo” (Madama Butterfly)
12. Giuseppe Verdi – „Libiamo ne’lieti calici” (Brindisi) (La Traviata)
13. Piotr Czajkowski – „1812 – Festival Overture Op. 49"
14. Ludwig van Beethoven – „Ode to Joy” (Choral Symphony)
15. George Friderich Handel – „Hallelujah Chorus”